# 藍寶堅尼
蘭博基尼汽車股份有限公司（義大利語：[lamborˈɡiːni] ⓘ）是意大利的一家兼具设计、工程、制造与销售于一身的超级跑車制造商，坐落於意大利聖亞加塔·波隆尼，1963年由費魯齊歐·藍寶堅尼創立，為大众集团透過其子公司奥迪擁有。1986年藍寶堅尼量產了六輛Lamborghini Design 90機車。直至今日，藍寶堅尼年產量已達三千多輛汽車。

## 簡介
公司成立之初，經營者曾因營運不善而數度易手。多年以來，公司皆視意大利另一超級跑車品牌法拉利汽車為主要競爭對手。该公司的第一款车型，生产于20世纪60年代中期，并以精致，性能和舒适著称。在1966年因藍寶堅尼Miura跑车而获得了广泛好评，该车配有中置後驅（以量產型汽車而言是新嘗試）此后，中置後驅便成为一般人眼中超级跑车的标准配置。藍寶堅尼的產品保持了從晚六十年代到八十年代初的世界最快速極產車記錄。
藍寶堅尼在最初建立的十年里获得快速的发展，然而1973年末，伴随着股市崩盘和石油危机，藍寶堅尼的销售开始变得困难起来。作為對傳統跑車的兩大大名牌法拉利和保時捷的挑戰者來說命途多變，有些像英系名牌的蓮花汽車，而兩者都多年在跑車名牌的第三四位間爭持時，被另一家英國新廠麥拉倫汽車所趕上，銷量給跌到第四或五位直到Gallardo投產，因為其性能與價格比例出色，藍寶堅尼超跑才再度受歡迎。
藍寶堅尼的風格是較硬朗和誇張還偏好鍘刀車門，雖然這樣的風格確實能博得部分人好感，但給純粹講求駕駛樂趣的人嫌其嘩眾取寵的印象，因為近年的賠蝕，所以較少涉足實際賽車運動，並把車款集中在種類較少的車系，也意味不存在明確的旗艦和入門車款之別，多年不像全盛期提供越野車和四門休旅車等款式，大致上所有現行新產品都擁有了超級跑車的實力。到2010年代中才再度推出雙座跑車外的高性能轎車款式。
首次石油危機后公司三度易手，在1987年克莱斯勒汽车公司控制之前，藍寶堅尼一度接近倒闭。由于營利不佳，克莱斯勒于1994年将公司出售给马来西亚的投资商Mycom Setdco和印尼的V'Power Corporation。整个1990年代里几乎没有获得成功，直到Mycom Setdco和V'Power Corporatio在1998年5月27日把公司转手卖给奥迪汽车。
奥迪的接手对藍寶堅尼来说进入了一个拥有强大而稳定的生产力的时代，明顯勝過了老對手的蓮花也和挑戰者的麥拉倫汽車相持中。在21世纪初期，销售额以接近10倍的速度增长，并在2007年至2008年达到有史以来的销售额的巅峰。然而2008年全球金融危机爆發，使得全球的豪华车市场受到了重创，因而导致销售额跌了50%。直到近年經濟好轉後而投入四門休旅車等款式。

## 歷史

### 創立之前
費魯齊歐·藍寶堅尼成長於義大利北部的艾米利亞-羅馬涅大區费拉拉省琴托市鎮熱那佐分區的一個葡萄農家庭，在二戰期间一名義大利皇家空軍的機械師，在那之后他进入一家基于二戰軍事設施建造的商業拖拉機工廠。在20世纪50年代中期，藍寶堅尼的拖拉機厂，即藍寶堅尼拖拉機有限公司，已成为全国最大的農業設備製造商之一。同时他還擁有一個成功的燃氣熱水器和空調生產商。
財富的不斷積累使得在童年時期就對汽車產生很大興趣的費魯齊歐·藍寶堅尼渴望擁有一批高檔汽車，包括：阿尔法罗密欧，蓝旗亚，玛莎拉蒂和梅赛德斯-奔驰。1958年他购买了第一辆法拉利汽车，一台250GT，之后又买了一些。費魯齊歐·藍寶堅尼很喜欢法拉利，但是他认为，对于普通的道路来说，法拉利显得十分粗狂和嘈杂，显然更适合赛道。当費魯齊歐·藍寶堅尼的法拉利汽车离合器出现问题后，他发现法拉利所使用的汽车离合器竟然和藍寶堅尼拖拉机所使用的离合器一模一样。費魯齊歐·藍寶堅尼去找法拉利要求其更换一个品質更好的离合器却遭到了拒绝。法拉利说，費魯齊歐·藍寶堅尼只是一个拖拉机制造商，因此对于运动跑车他一无所知。于是藍寶堅尼觉得应该建立一个汽车制造工厂来实现他对于运动跑车的完美追求。

### 20世纪60年代初期
在创办自己的公司之前，兰博基尼已将委托工程公司SOCIETA AUTOSTAR设计的V12发动机用在他的新汽车上。兰博基尼希望可以采用类似于法拉利的3升V12引擎，但他希望引擎的设计纯粹是为了在普通道路上使用。对比了修改后的法拉利公路车使用的引擎。 AUTOSTAR 委托当时创造了著名的法拉利250 GTO工程师的“五人帮”的成员 Giotto Bizzarrini，他在1961年后离开了法拉利公司创始人恩佐·法拉利，宣布打算重新组织工程技术人员。 Giotto Bizzarrini为兰博基尼设计的发动机拥有3.5升的排量，9.5:1的压缩比，并且转速为9800转，最大输出为360马力。但是兰博基尼对发动机的高转数和干式油底壳润滑系统很不满意，因为两种特性的都是赛车引擎所使用的，他根本不希望使用在兰博基尼汽车上。当Bizzarrini拒绝改变发动机的设计，以使其更加的“彬彬有礼”。兰博基尼便拒绝支付商定的4.5万意大利里拉的费用（加上奖金为每个单元的制动马力的发动机可以产生对等的法拉利引擎）。起初兰博基尼并不能付清设计师提出的价格，直到法院下令这样做。
第一个兰博基尼的底盘是由意大利著名的底盘工程师来自法拉利公司的吉安·保罗·达拉和玛莎拉蒂设计的，其一个团队包括的Paolo Stanzani，一个应届毕业生和鲍勃·华莱士，华莱士是个新西兰人，在玛莎拉蒂中他以敏锐的的底盘处理和极好的反馈以及出色的技能而著名。车身则是由相对較無名氣的的设计师Franco Scaglione所设计，他被费鲁齐欧·兰博基尼看中后，设计了很多备受推崇的品牌，包括Vignale，Ghia，博通和宾尼法利纳。

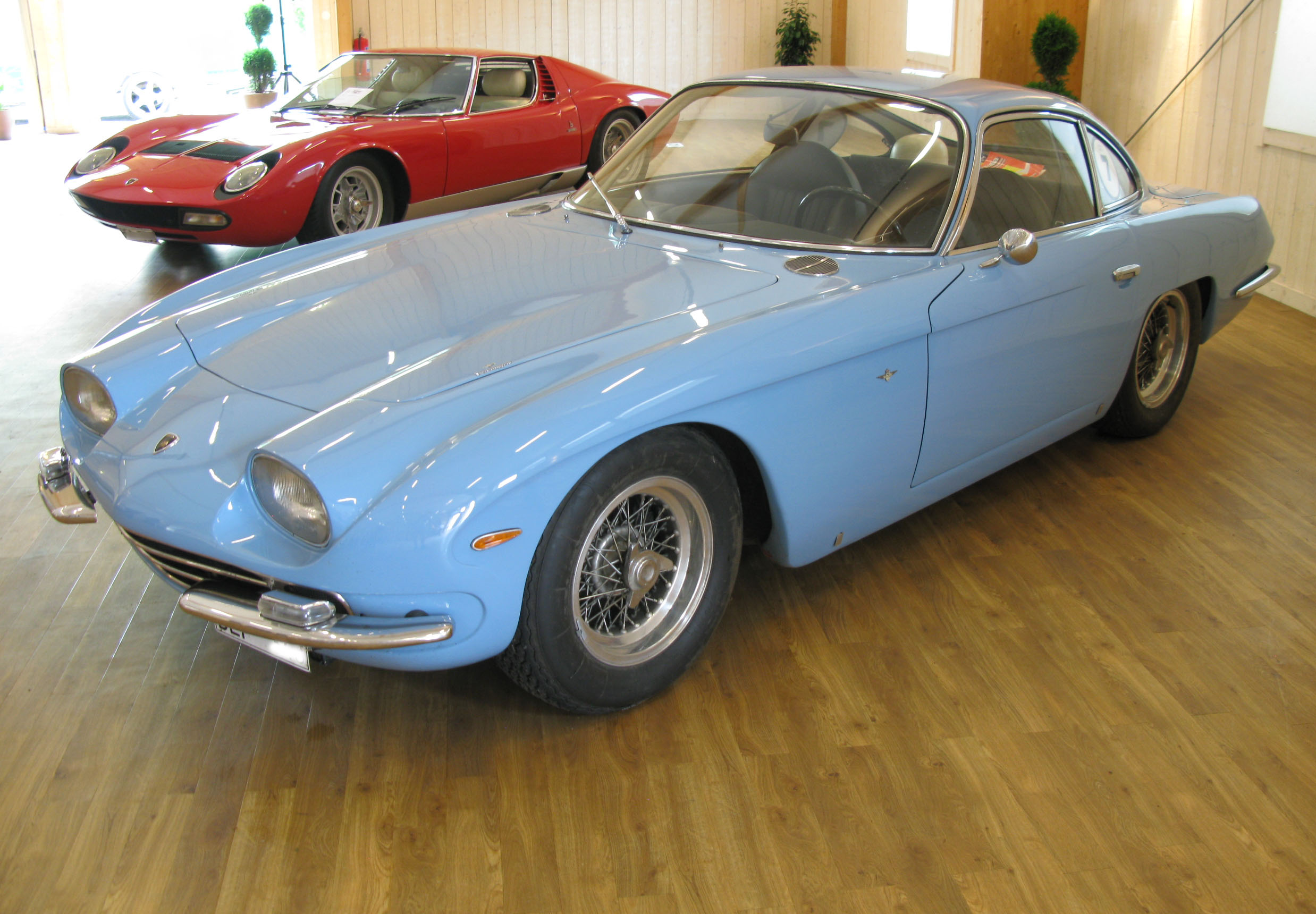
Lamborghini 350GT

- 1963年，费鲁齐欧·兰博基尼創立公司。8月，位於聖亞加塔·波隆尼的工廠建成。同年10月26日，公司在都靈車展（英語：Turin Motor Show）中展出首部概念車－Lamborghini 350GTV。
- 1964年，推出首部市售車輛－Lamborghini 350GT。

### 1965年–1970年
公司总部位于圣亚加塔·波隆尼的专用工厂内。他身边都是技艺精湛的工程师和技术人员：乔托·比扎里尼设计发动机，保罗·达拉拉和保罗·斯坦扎尼开发底盘，弗朗哥·斯卡廖内（Franco Scaglione）设计车身。第一款车型350 GTV 由于其未来主义风格并不成功，最终只是一款一次性原型车。该项目随后移交给米兰车身制造商Touring，后者创造了更经典、更朴素的设计。新车名为350 GT，是一款快速而优雅的双座豪华旅行车（按照费鲁吉欧的标准），也是兰博基尼第一款量产汽车。它取得了一定的销售成功，随后是400 GT（得益于更大的发动机容量）和400 GT 2+2，均于1966年推出。

### 1971年–1972年
- 1971年8月，正逢南美洲地區政局變化，公司開始出現資金周轉不靈的情況，兰博基尼只好出售手上51%股份。同年，公司推出林寶堅尼Countach（Countach，意大利语中指驚奇），當中劃時代的鍘刀車門設計，成為日後汽車設計師爭相模仿的經典造型。

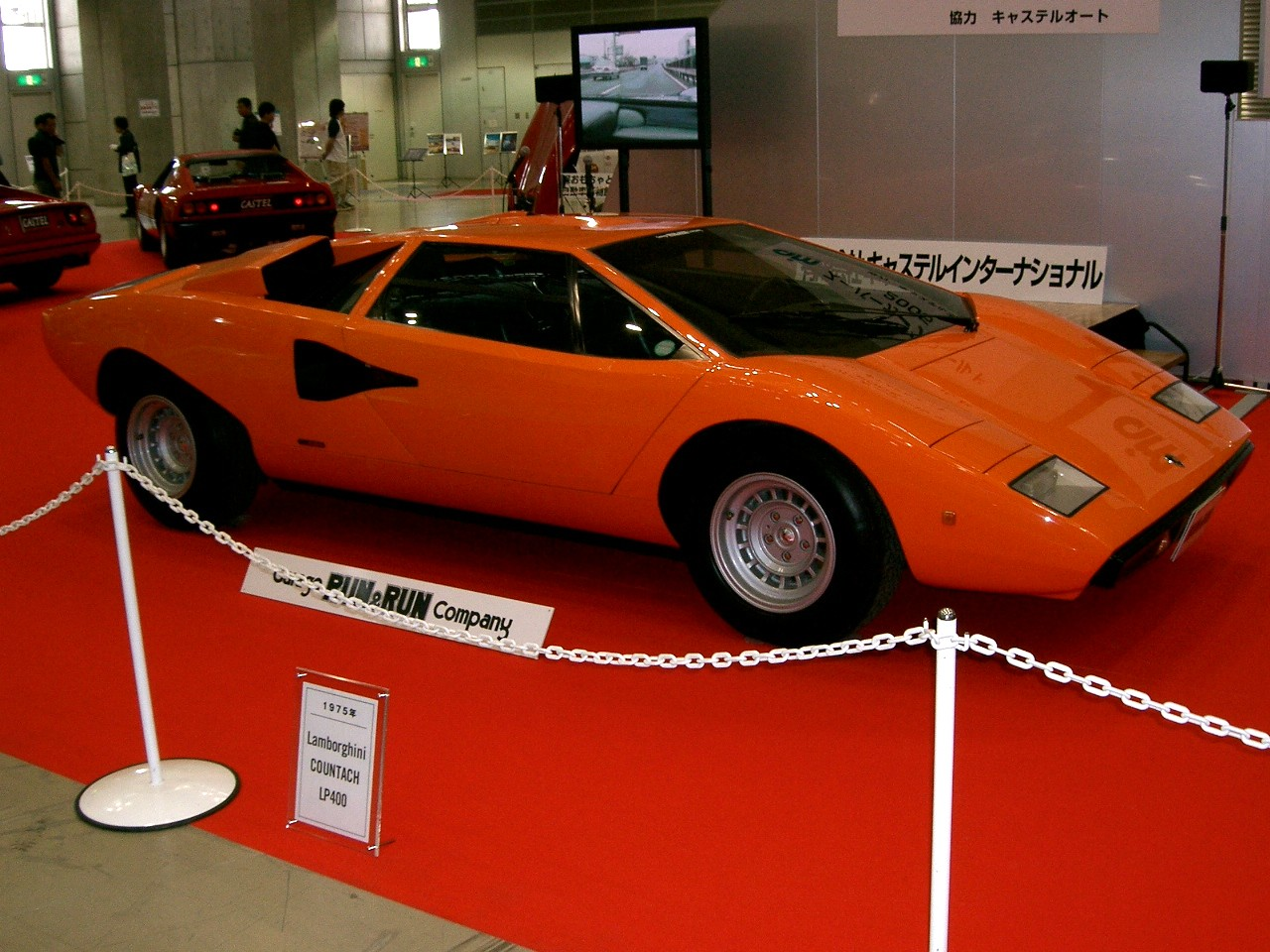
林寶堅尼Countach

### 1973年–1977年
- 1974年9月，遭逢國際石油危機影響下，再度出現資金周轉不靈的情況，兰博基尼本人決定將手上剩下的49%股份轉讓予友人。自此兰博基尼退休，離開汽車業界。

### 1978年–1986年
- 1978年4月，尋求BMW汽車代工生產宝马M1的合作契約，但由于對方不信任而破局。促使公司宣佈破產，由意大利政府接手管理。

### 1987年–1993年
- 1987年，克萊斯勒以2500萬美元，買下公司所有權。
- 1993年11月，MegaTech（Megatech Control Ltd.）以4100萬美元向克萊斯勒買下製造工廠與技術部門。

### 1998年至今
- 1998年6月22日，福斯集團的奧迪以1億美元買下MegaTech所佔的40%股份和Mycom所佔的60%股份，成為公司35年來第7位擁有者[1]。藍寶堅尼正式成為奧迪旗下的四大品牌之一。

## 傳言

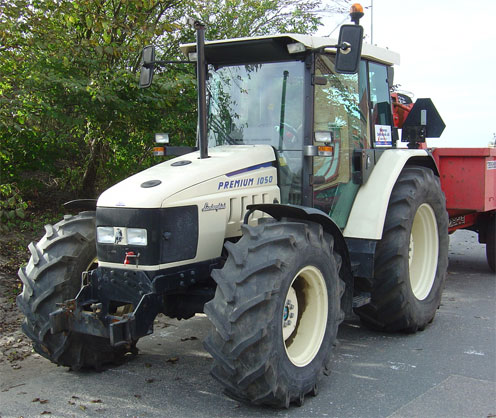
兰博基尼農業車輛

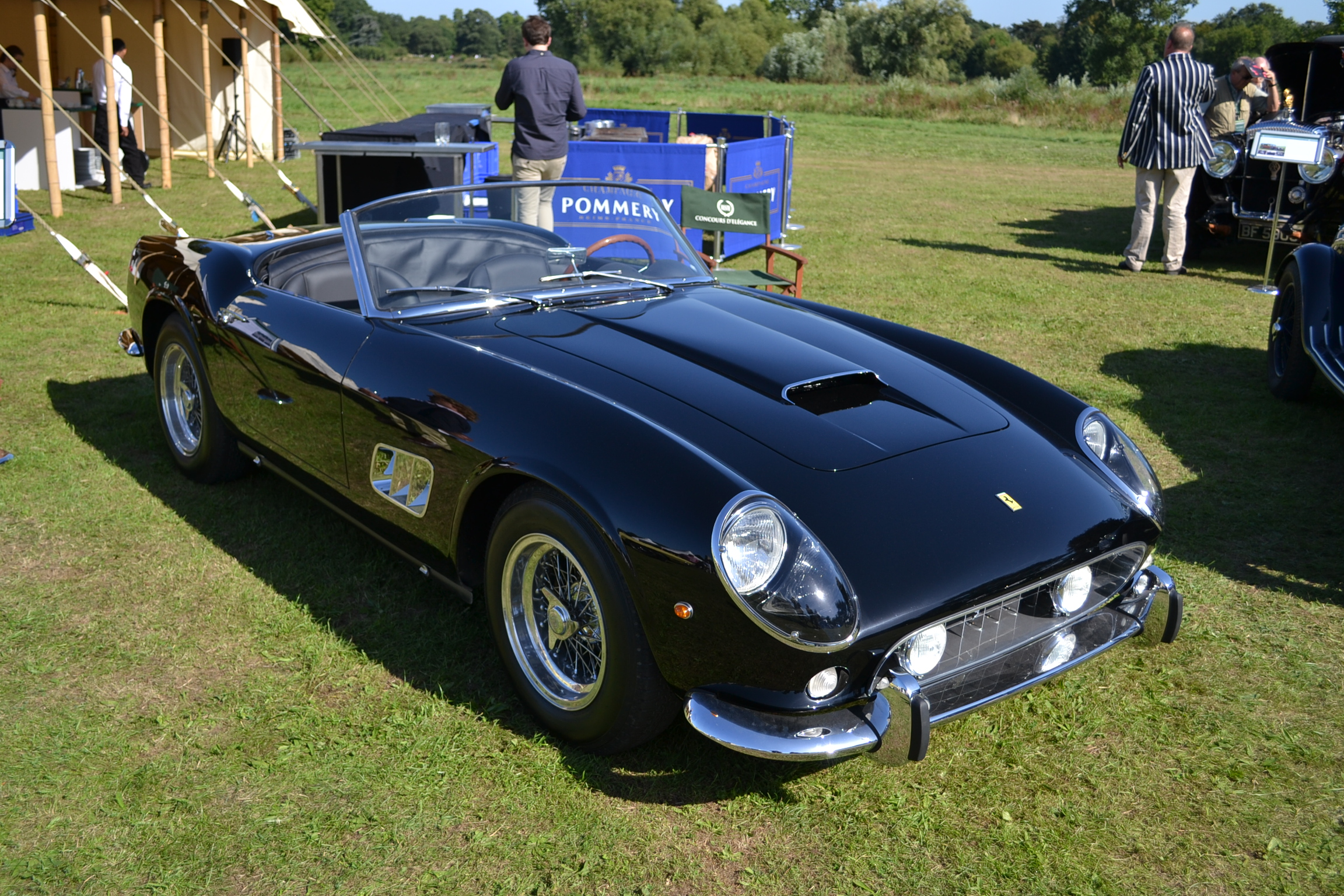
法拉利250 GT California Spyder

### 創廠原因
目前，流傳有數個版本關於費魯齊歐·兰博基尼為什麼開設汽車製造公司的原因，多數版本都指向與恩佐·法拉利有關聯。
然而，上述那些的說法，並非事實。歐洲的大眾媒體也許經常做把這當成真實新聞，這誤會也經日本的汽車相關媒體順著引入日本國內，並給予都市傳說化罷了。往後，更形成狂熱愛好者和反對狂熱愛好者之間的流言斐語。
日本的雜誌社曾經專訪過費魯齊歐·兰博基尼的妻子，她則當下立刻反駁此類說法。依據她的談話指出：『費魯齊歐·兰博基尼以自己使用車輛的結果，找到那品質的疑問是事實。但是，之後的部分，卻有所不同』。實際上，費魯齊歐·兰博基尼將改善車輛的部分想法，提案寫成書信寄給對方，但始終得不到回應。既然如此，不如自己來挑戰做做看汽車行業，即為事實的真相。
- 部分證實：經由東尼諾·兰博基尼（Tonino Lamborghini）口述[2]。駕駛法拉利250 GT的費魯齊歐·兰博基尼投訴車輛離合器出現問題，誤傷觀賞賽車的民眾。然而，恩佐·法拉利非但不太理睬，還告訴費魯齊歐·兰博基尼沒能力駕駛法拉利250 GT，只適合駕駛農業機械車輛。後來，費魯齊歐·兰博基尼在自己公司倉庫裏，找到一個合適的備用配件安裝，解決法拉利250 GT問題。
- 未經證實：傳聞1963年夏季，恩佐·法拉利乘坐費魯齊歐·兰博基尼所購買的法拉利250 GT時（另有一說，是在家中談話），靜靜聆聽費魯齊歐·兰博基尼述說法拉利250 GT這部車輛如何的優秀。但是，當費魯齊歐·兰博基尼提出法拉利250 GT車輛裏的變速箱缺點時，恩佐·法拉利臉色一沉說：『用不著製造農業機械車輛的人，告訴我如何製造跑車』！自此，雙方不歡而散。同時，費魯齊歐·兰博基尼決定自行涉足跑車事業。堅信就算在車輛出售之後，也應該對顧客付出真誠的關心，基於這種關心的態度而持續售後服務，才是事業所以成功的不變法則。
- 考據事實：當時，意大利政府始終拒絕頒予直昇機執照給費魯齊歐·兰博基尼。迫於無奈的情形之下，只好捨棄直昇機公司，往汽車事業發展。

### 徽章由來
目前，較為普遍的說法是，創業者費魯齊歐·兰博基尼出生於1916年4月28日，當天正巧屬於金牛座，故以此為徽章。近來，另有「蠻牛」（兰博基尼徽章）抗衡「躍馬」（法拉利徽章）的傳言產生。

## 車型列表

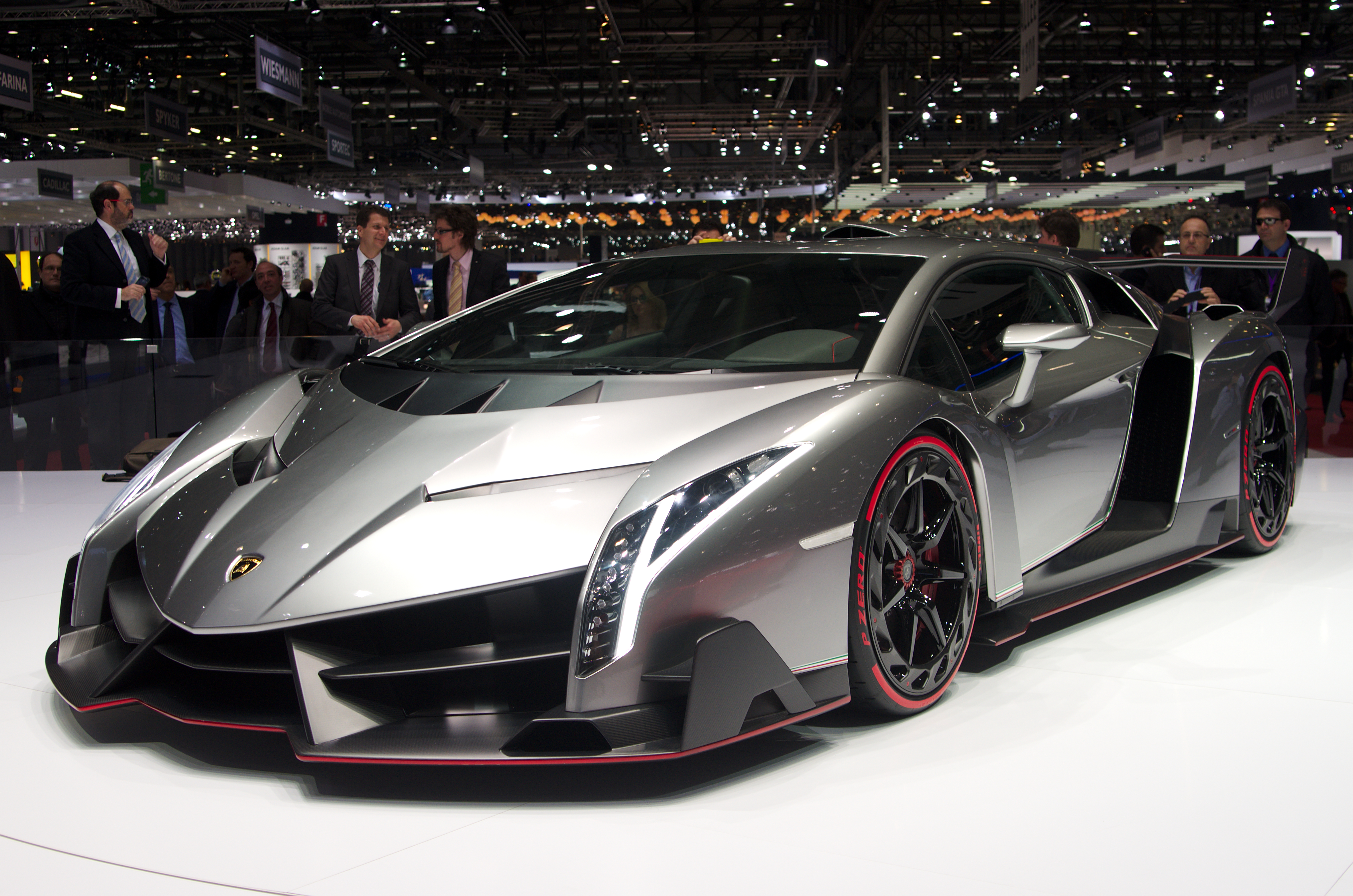
Lamborghini Veneno

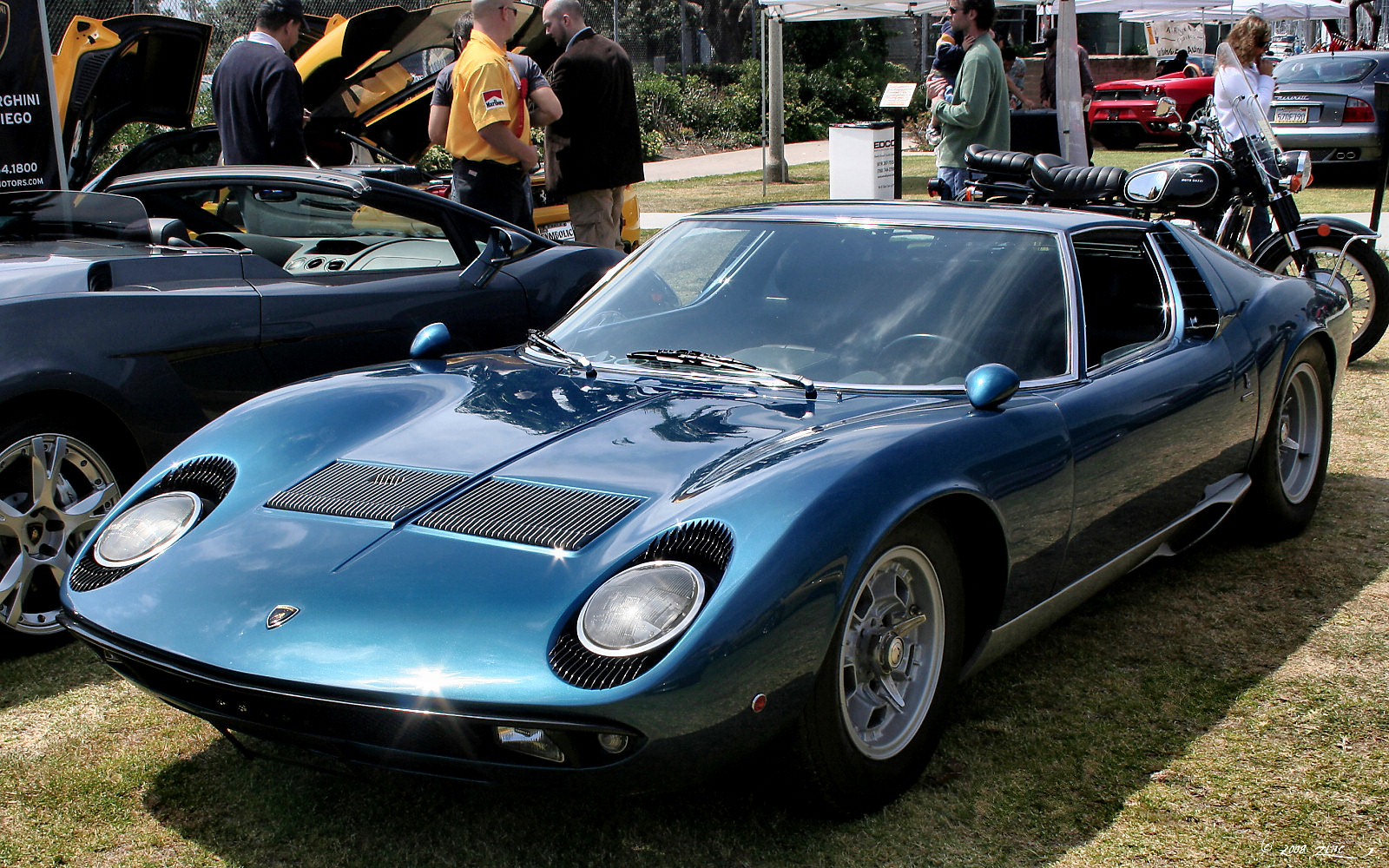
1969 Lamborghini Miura S

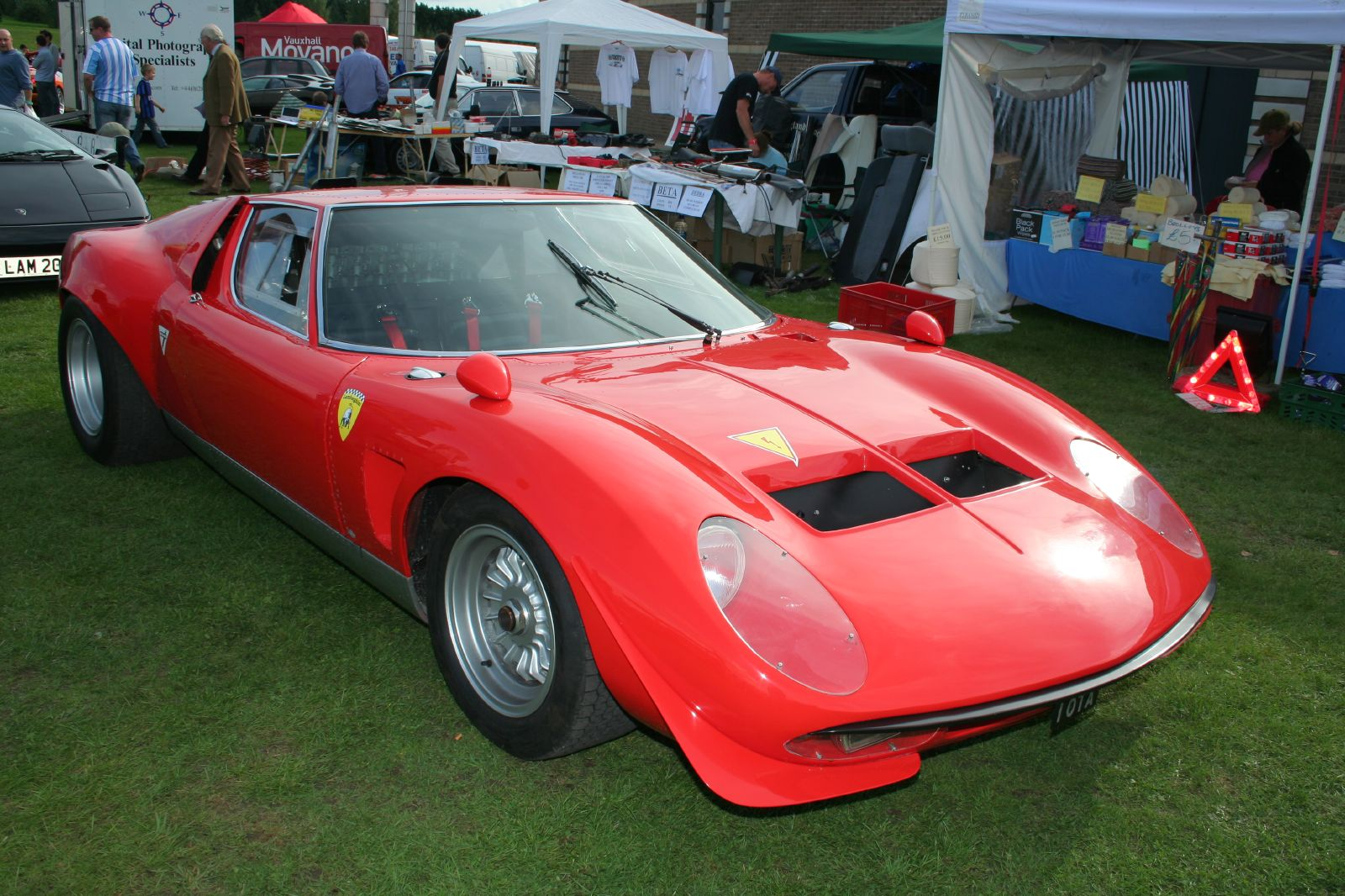
Lamborghini Miura Jota

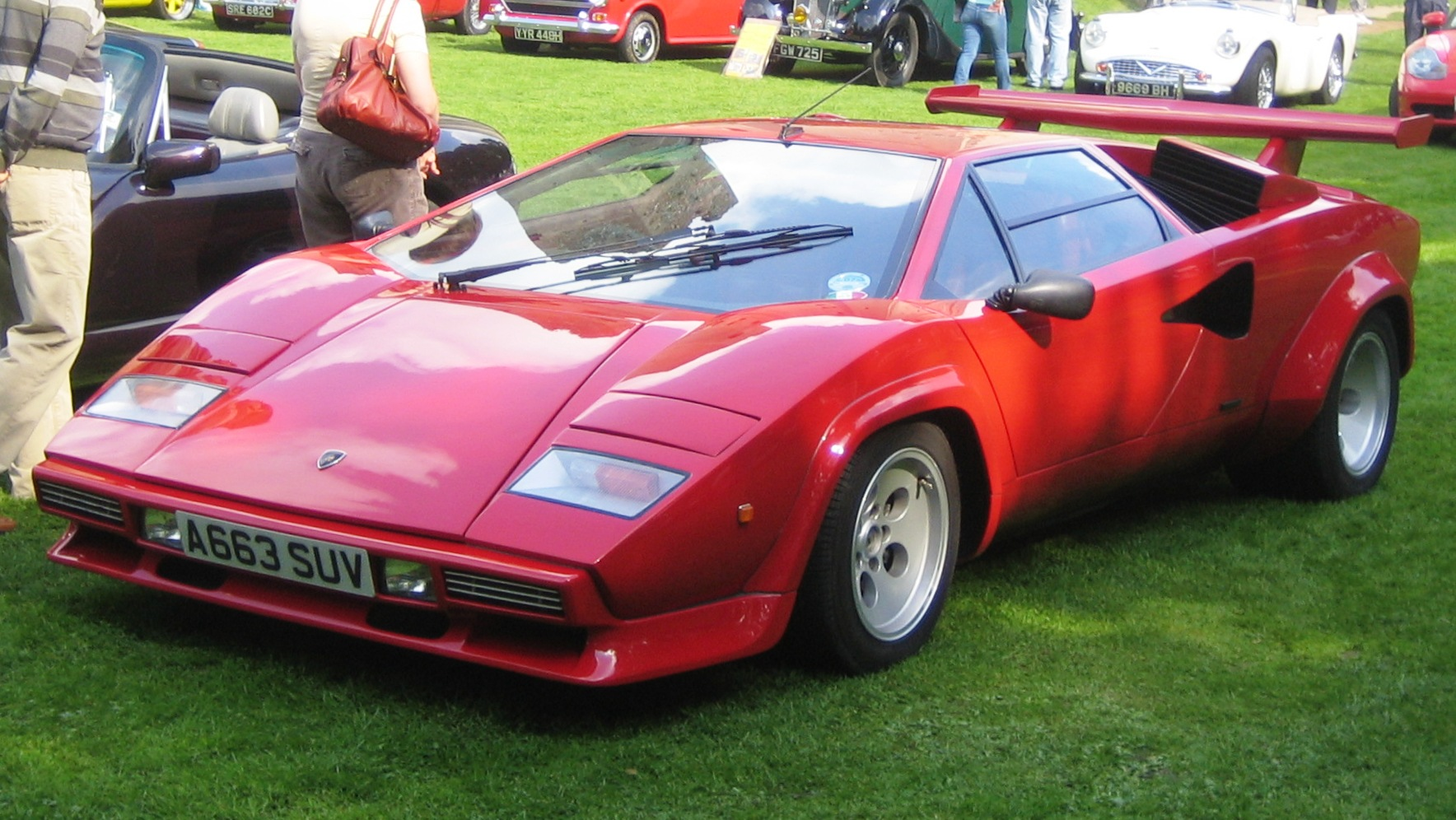
1984 Lamborghini Countach LP500S

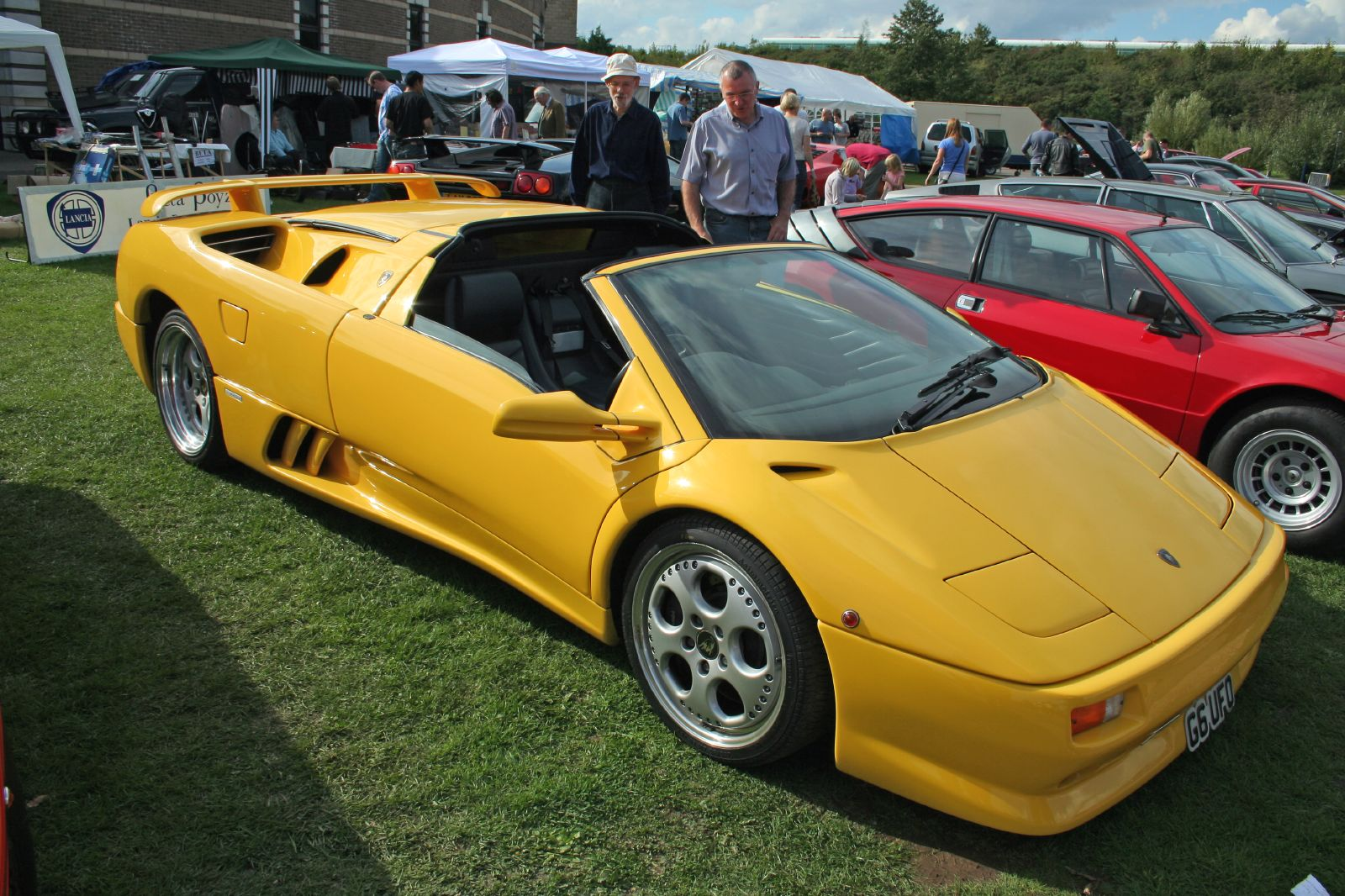
Lamborghini Diablo VT Roadster

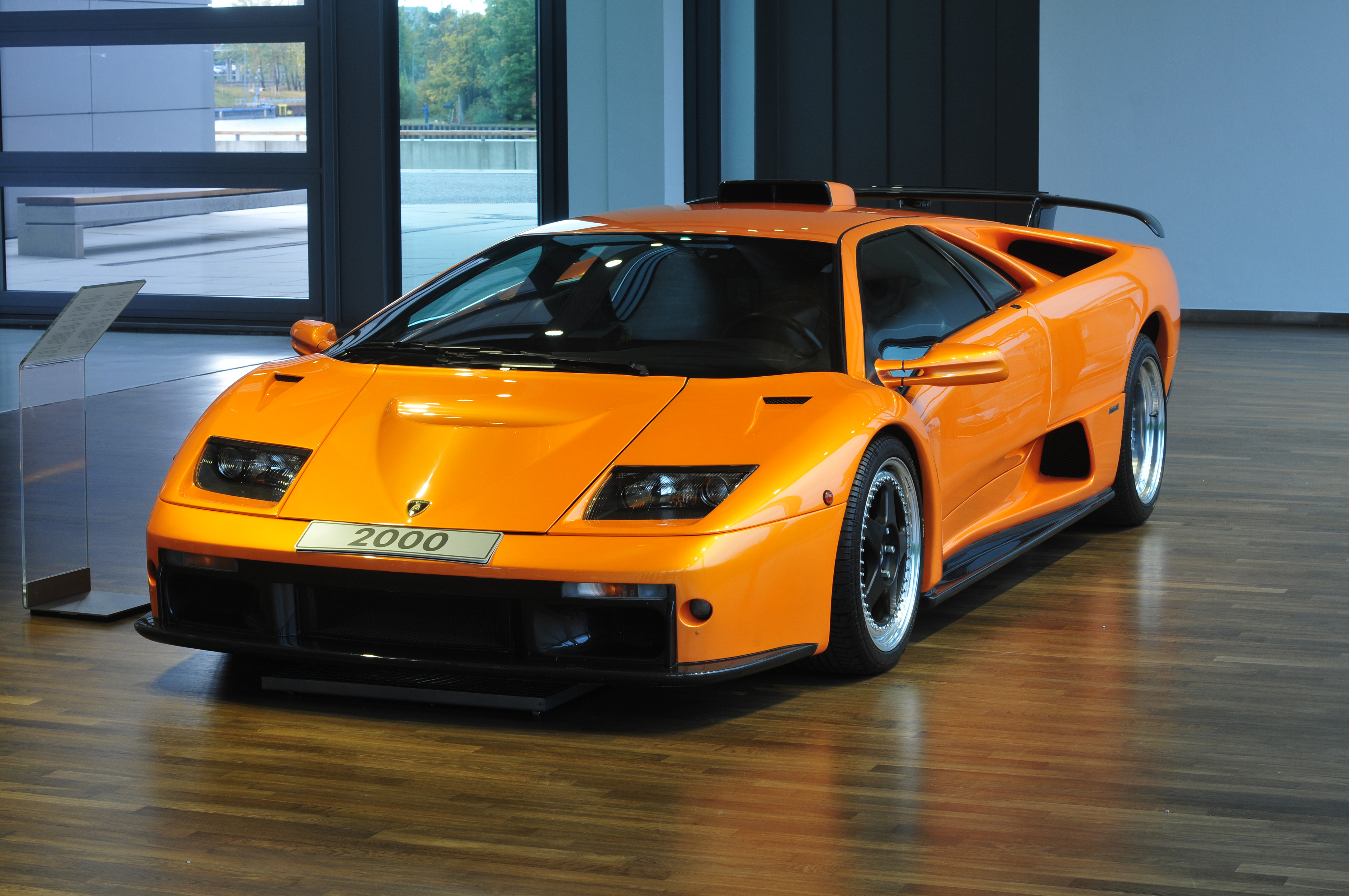
Lamborghini Diablo GT

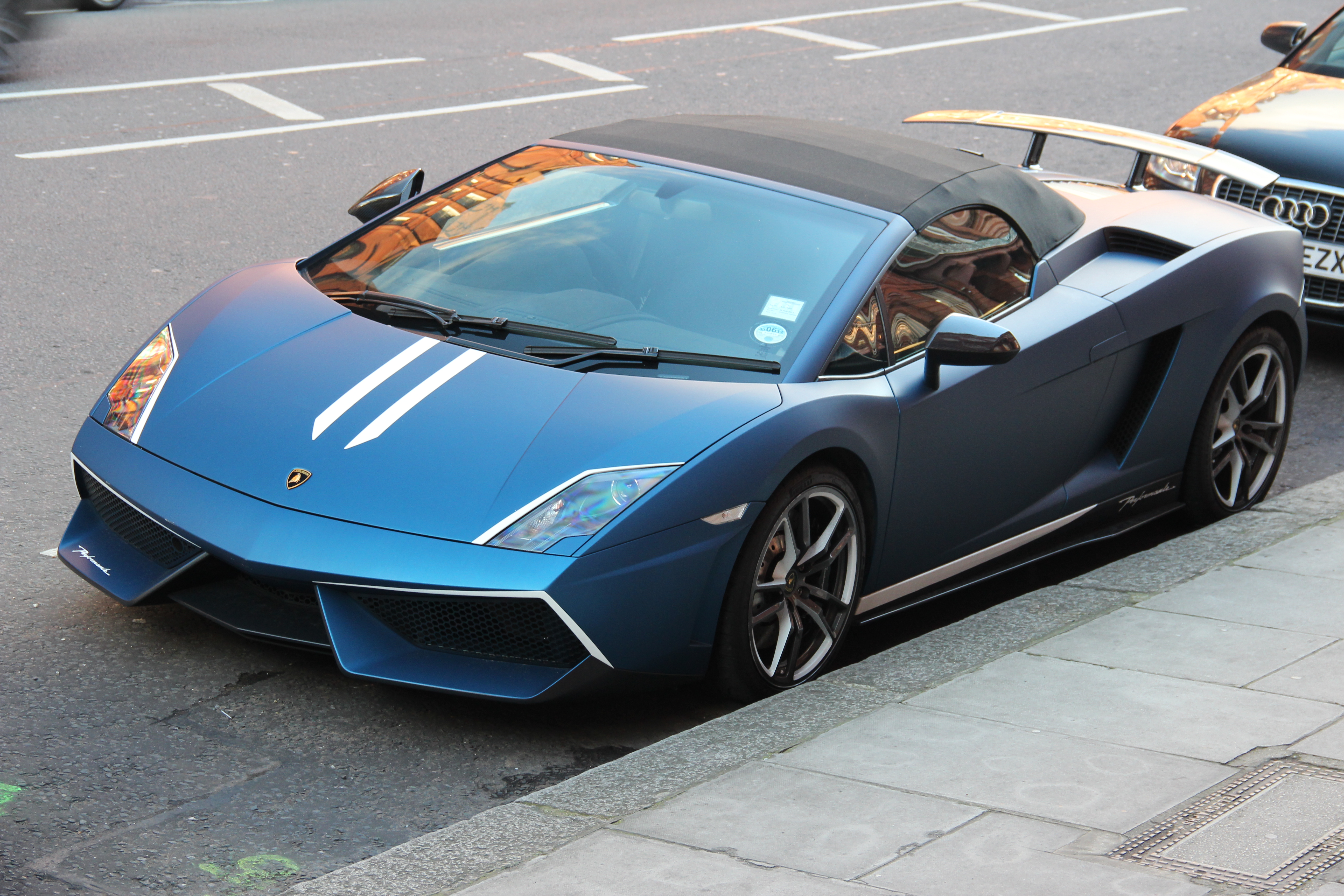
Lamborghini Gallardo LP570-4 Spyder Performante

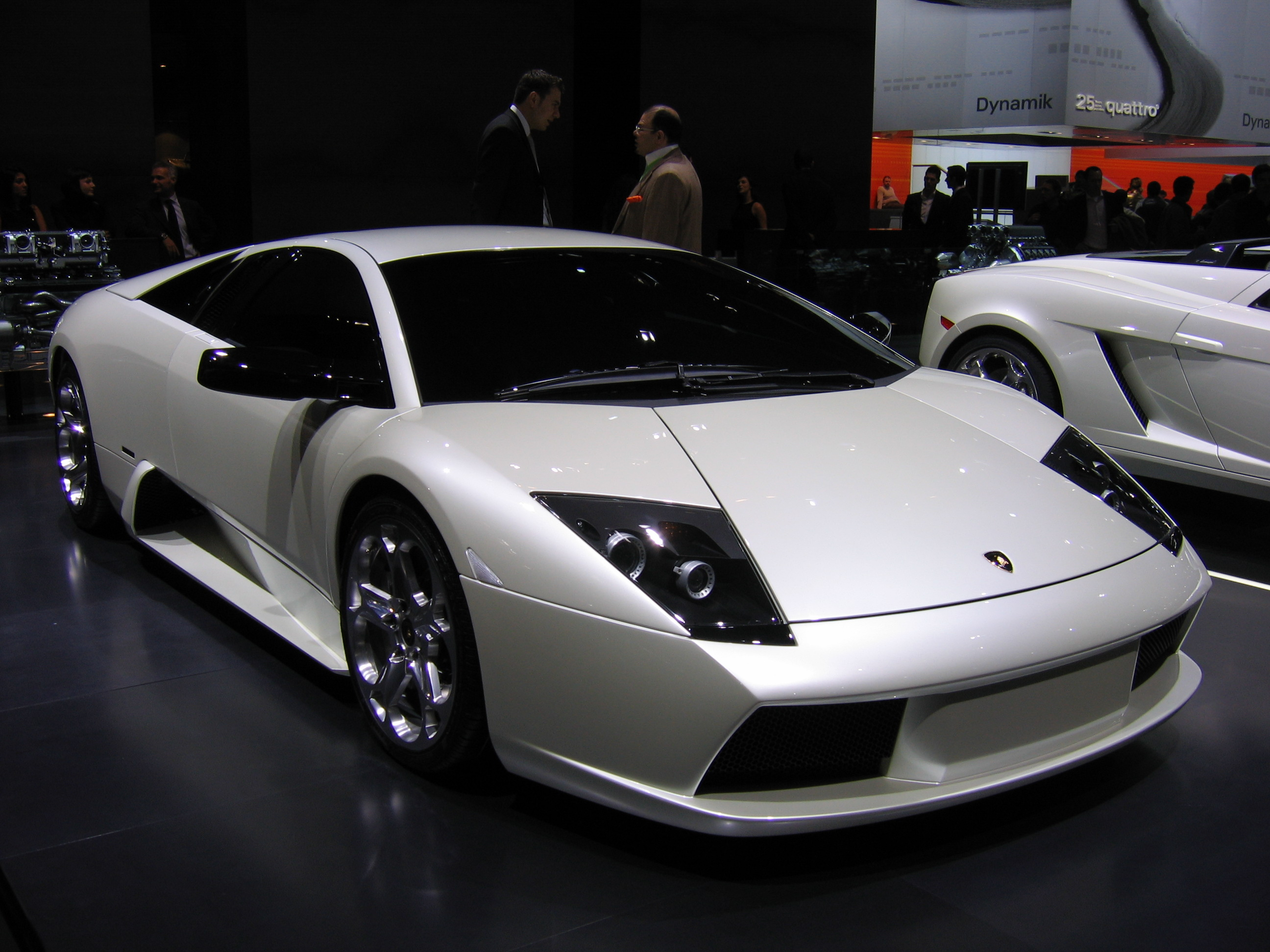
2005 Lamborghini Murciélago

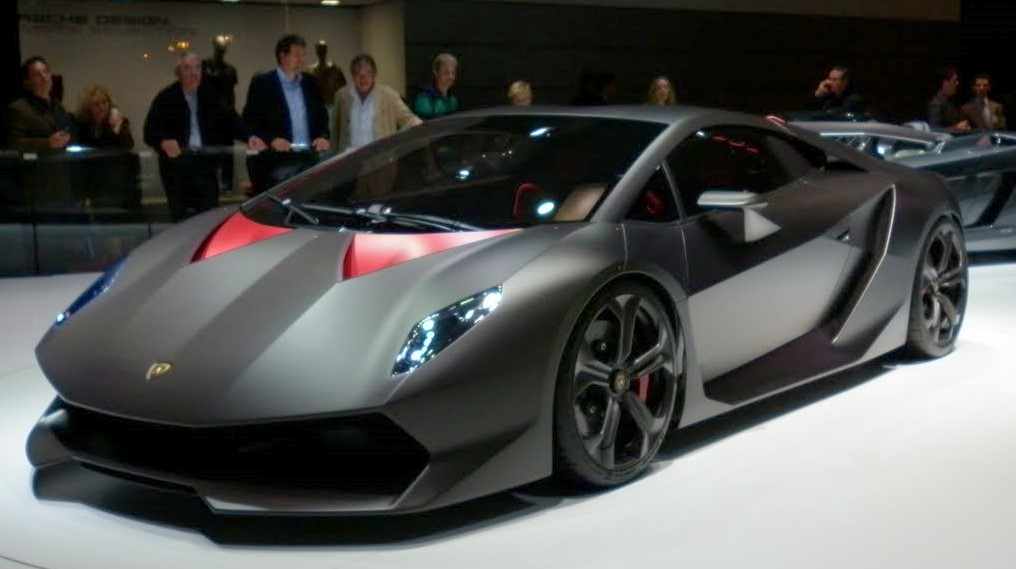
2010 Lamborghini Sesto Elemento

### 市售車輛
依車型生產年度及順序排列。車型列表如下：
| 車輛型號   | 製造年度      | 引擎型式        | 排氣量            | 極速         |
| ---------- | ------------- | --------------- | ----------------- | ------------ |
| 350 GT     | 1964年-1966年 | Lamborghini V12 | 3464 cc           | 240 km/h     |
| 400GT      | 1966年-1968年 | Lamborghini V12 | 3929 cc           | 250 km/h     |
| Miura      | 1966年-1973年 | Lamborghini V12 | 3929 cc           | 288 km/h     |
| 刀剑       | 1968年-1978年 | Lamborghini V12 | 3929 cc           | 245 km/h     |
| Islero     | 1968年-1970年 | Lamborghini V12 | 3929 cc           | 248 km/h     |
| 哈拉马     | 1970－1978    | Lamborghini V12 | 3929 cc           | 240 km/h     |
| Urraco     | 1970－1979    | Lamborghini V8  | 2463/2996/1994 cc | 230 km/h     |
| Countach   | 1974－1989    | Lamborghini V12 | 3929/4754/5167 cc | 315 km/h     |
| Silhouette | 1976－1977    | Lamborghini V8  | 2996 cc           | 260 km/h     |
| Jalpa      | 1982－1989    | Lamborghini V8  | 3485 cc           | 240 km/h     |
| LM002      | 1986－1992    | Lamborghini V12 | 5167 cc           | 210 km/h     |
| 鬼怪       | 1990－2001    | Lamborghini V12 | 5707/5992 cc      | 325–338 km/h |
| Murciélago | 2001－2010    | Lamborghini V12 | 6496 cc           | 330–350 km/h |
| 盖拉多     | 2003－2013    | Lamborghini V10 | 5200 cc           | 325 km/h     |
| 雷文顿     | 2007－2009    | Lamborghini V12 | 6496 cc           | 340 km/h     |
| Aventador  | 2011－2022    | Lamborghini V12 | 6496 cc           | 350 km/h     |
| Venono     | 2013－2014    | Lamborghini V12 | 6496 cc           | 355 km/h     |
| Huracán    | 2014－至今    | Lamborghini V10 | 5200 cc           | 325 km/h     |
| Centenario | 2016－2017    | Lamborghini V12 | 6496 cc           | 355 km/h     |
| Urus       | 2017－至今    | Lamborghini V8  | 3996 cc           | 305 km/h     |
| Revuelto   | 2023－        | Lamborghini V12 |                   |              |
| Temerario  | 2025至今      |                 |                   |              |

| 車輛型號                     | 製造年度 | 引擎型式        | 排氣量  | 極速       |       |
| ---------------------------- | -------- | --------------- | ------- | ---------- | ----- |
| 350 GTV                      | 1963     | Lamborghini V12 | 3464 cc | 280 km/h   |       |
| Flying Star II Concept       | 1966     | Lamborghini V12 | ？ cc   | 225 km/h   |       |
| Marzal Concept               | 1967     | Lamborghini V12 | ？ cc   | 225 km/h   |       |
| Bravo Concept                | 1974     | Lamborghini V8  | ？ cc   | ？ km/h    |       |
| Cheetah Concept              | 1977     | ？              | ？ cc   | ？ km/h    |       |
| Athon                        | 1980     | Lamborghini V8  | ？ cc   | ？ km/h    |       |
| LM001                        | 1981     | Lamborghini V8  | 5900 cc | ？ km/h    |       |
| Marco Polo Concept           | 1982     | ？              | ？ cc   | ？ km/h    |       |
| LMA002                       | 1982     | Lamborghini V12 | 5167 cc | ？ km/h    |       |
| Portofino Concept            | 1987     | Lamborghini V8  | 3485 cc | ？ km/h    |       |
| Genesis Concept              | 1988     | Lamborghini V12 | ？cc    | ？ km/h    |       |
| P140 Concept                 | 1988     | Lamborghini V10 | 3961 cc | 299.3 km/h |       |
| Italdesign Cala Concept      | 1995     | Lamborghini V10 | 3900 cc | 290 km/h   |       |
| Zagato Raptor                | 1996     | Lamborghini V12 | 5700 cc | 330 km/h   |       |
| Murcielago Barchetta Concept | 2002     | Aluminum Alloy  | 6192 cc | ？ km/h    |       |
| Concept S                    | 2005     | Lamborghini V10 | 4961 cc | ？ km/h    |       |
| Miura concept                | 2006     | Lamborghini V12 | ？ cc   | ？         | [ 3 ] |
| Estoque                      | 2008     | Lamborghini V10 | ？ cc   | ？ km/h    |       |
| Sesto Elemento               | 2010     | Lamborghini V10 | 5200 cc | 412 km/h   | [ 4 ] |
| Urus                         | 2012     | Lamborghini V8  | ? cc    | 305 km/h   |       |
| Egoista                      | 2013     | Lamborghini V10 | 5200 cc | 325km/h    |       |
| Asterion LP 910-4            | 2014     | Lamborghini V10 | 5200cc  | 320km/h    |       |

## 經營者／經營公司
早期，曾因公司營運不善，數度易手經營權。相關列表如下：
| 年度           | 經營者／經營公司 | 股／年                                                                         | 性質                                         | 備註 |
| -------------- | --- | ------------------------------------------------------------------------------ | -------------------------------------------- | ---- |
| 1963年－1972年 | 費魯齊歐·兰博基尼（Ferruccio Lamborghini） | 100%／1963年－1972年 49%／1972年－1974年                                       | 實際經營 協助經營                            |      |
| 1972年－1977年 | 喬治·亨利·羅塞帝（Georges-Henri Rossetti） 勒內·萊莫（René Leimer）                                                                                    | 51%／1972年－1977年 49%／1974年－1977年                                        | 實際經營 股份持有                            |      |
| 1977年－1984年 | 休伯特·哈內（Hubert Hahne） 雷蒙德·諾依瑪（Raymond Noima） 佐坦·雷帝（Zoltan Reti） 喬治·米龍（Giorgio Mirone） 阿萊桑德羅·阿特斯（Alessandro Artese） | ？%／1977年—1978年 ？%／1977年—1978年 100%／1977年－1978年 ？%／1978年－1984年 | 實際經營 股份持有 宣告破產 債權持有 債權持有 |      |
| 1984年－1987年 | 派屈克·米勒曼（Patrick Mimram） | ？%／1980年—1984年                                                             | 實際經營                                     |      |
| 1987年－1994年 | 克萊斯勒／李·艾科卡（Lee Iacocca） | 100%／1987年—1994年                                                            | 實際經營                                     |      |
| 1994年－1995年 | Megatech Control Ltd. | 100%／1994年－1995年                                                           | 實際經營                                     |      |
| 1995年－1998年 | V'Power Corporation Mycom／湯米·蘇哈托（Tommy Suharto）                                                                                                | 40%／1995年－1998年 60%／1995年－1998年                                        | 實際經營 股份持有                            |      |
| 1998年－至今   | 奧迪汽車／大众集團 | 100%／1998年－至今                                                             | 實際經營                                     |      |

## 品牌行銷
近年來，「大众集團」積極推廣「Lamborghini®」的品牌名稱，採取「異業結盟」的合作方式，提高品牌的附加價值。

## 外部連結
- 兰博基尼汽車有限公司 （Automobili Lamborghini S.p.A.）（页面存档备份，存于）
- Lamborghini Registry （页面存档备份，存于）
- Lambocars Cars, the enthusiast site （页面存档备份，存于）
- Lamborghini by KLD Concept (Photos , vidéos , etc ..) （页面存档备份，存于）
- Lamborghini Efsanenin Arkasındaki Adam（页面存档备份，存于互联网档案馆）

| 合作公司 | 產品     | 名稱                            | 年度 | 型號   | 備註  |
| -------- | -------- | ------------------------------- | ---- | ------ | ----- |
| sparco   | 賽車鞋   | Lamborghini® Racing Shoes       | ？   | ？     |       |
| ？       | 賽車錶   | Lamborghini® Racing Chrono      | ？   | 350GT  |       |
| 諾基亞   | 行動電話 | Lamborghini® mobile phone       | 2006 | 8800   | [ 1 ] |
| 華碩     | 電腦     | Lamborghini® Notebook（Laptop） | 2006 | VX1    | [ 2 ] |
| 華碩     | 電腦     | Lamborghini® Notebook（Laptop） | 2007 | VX2    | [ 3 ] |
| LaPavoni | 咖啡機   | Lamborghini® POD coffee machine | 2007 | TORINO | [ 4 ] |

1. ↑  Nokia Lamborghini Cell Phone （页面存档备份，存于），〈GUSH Magazine〉
2. ↑  華碩兰博基尼 VX-1 筆記型電腦[]，〈ASUS〉
3. ↑  鋒利無匹 Asus Lamborghini VX2超跑NB再進化 （页面存档备份，存于），〈車訊網〉
4. ↑  兰博基尼POD咖啡機 （页面存档备份，存于），〈LaPavoni〉